# 尼古拉·古比雪夫
尼古拉·弗拉基米罗维奇·古比雪夫（羅馬化：Nikolay Vladimirovich Kuybyshev；1893年12月13日—1938年8月1日），漢名季山嘉，苏联军事领导人，原苏联第一副总理瓦列里安·古比雪夫的弟弟，曾化名季山嘉前往中国，担任黃埔軍校蒋介石校長時期的军事顾问，中山舰事件后返回苏联，尼古拉·古比雪夫后在斯大林的大清洗中遇难。

## 生平

### 前往中國
1925年10月，古比雪夫化名季山嘉被蘇聯派到中國擔任蔣中正的國民革命軍軍事顧問，接任加倫將軍在中國的軍事顧問團指揮，古比雪夫公開鄙視中國軍官，而且認為中國軍官「不懂戰爭的藝術」。
1926年春天，蔣中正要求蘇聯解除古比雪夫的職務，希望加倫將軍返回中國接任；同年3月爆發首次國共衝突的中山艦事件；7月古比雪夫返回蘇聯。

### 死亡
1938年2月2日，古比雪夫被逮捕。1938年8月1日，大清洗期間苏联最高法院军事审判庭判處古比雪夫死刑，而且當天在布托沃射擊場執行槍決，埋葬在科穆纳尔卡射击场的萬人坑。1956年5月19日，蘇聯最高法院軍事審判庭給他平反。

## 媒體
- 中流击水，2021年電視劇，保加利亞演員史丹·亞歷山卓夫[註 3]。